# Zöld seprőmoha
A zöld seprőmoha (Dicranum viride) az északi félteke párás levegőjű, mérsékelt övi erdeiben elterjedt, a fák kérgén  megtelepedő mohafaj. 

## Megjelenése
A zöld seprőmoha kisebb-nagyobb foltokban él a fák kérgén, ahol 4–5 cm magas gyepet alkot. Levélkéi sárgás-, élénk vagy sötétzöldek, keskenyek és hosszúak, alul merevebbek fent hajlékonyak. Élük ép vagy fent kissé fogazott, egyenesen felállók. A levélkék vége nagyon könnyen letörik és a moha elsősorban a szertehulló levélkecsúcsok révén, vegetatív úton szaporodik, termőtokot csak ritkán fejleszt. A levélkedarabok a fakérgen könnyen megtapadnak, alkalmasak a közeli élőhelyeken való megtelepedésre, de nagyobb távolságokra nehezebben viszi el a szél, mint a spórát. Vegetatív szaporodása egész évben folyamatos.
Ivaros szaporodás esetén az egyes növények vagy hímivarsejtet vagy petesejtet termelnek; a növények méretében nincs különbség. Tokja 1,5–2,5 mm hosszú, felálló, sima felületű, ha megszárad kissé barázdás, barna-vörösbarna színű. Spórái 9–22 µm átmérőjűek, tavasszal érnek.
Évelő, kolóniái egész évben megtalálhatóak.
Nagyon hasonlít rá a Dicranum tauricum, amelynek élőhelye is ugyanolyan, a két fajt csak mikroszkóp alatt lehet megkülönböztetni.

## Elterjedése
Holarktikus faj, előfordul Észak- és Közép-Európában, a Baltikumban, a Kaukázusban, Nyugat-Szibériában, Északkelet-Ázsiában, Alaszkában, Dél-Kanadában és az USA keleti államaiban. Európában visszaszorulóban van, több törvénnyel is igyekeznek védeni, szerepel az EU élőhelyvédelmi irányelv II. mellékletében, a Berni Egyezmény I. függelékében és az Európai mohák Vörös könyvében. Fennmaradását főleg az intenzív erdőgazdálkodás és az azzal járó mikroklímaváltozás veszélyezteti.
Magyarországon tíz helyről ismert, ebből öt a Bükkben, három a Zemplénben, egy Zalában, egy pedig Bátorligeten található. Nyolc korábbi lelőhelyén ma már nem található, így a Bakonyban és az Aggteleki-karszton lehetséges, hogy kipusztult. Valamennyi populációja kicsi és veszélyeztetett. Magyarországon védett, természetvédelmi értéke 5 000 Ft.

## Termőhelye
A zöld seprőmoha sűrű, üde, egész évben párás levegőjű erdőkben él. Elsősorban az élő fák kérgén telepedik meg, főleg bükkön és tölgyön (esetenként más fákon is). A nagy, tölgy esetében legalább 50–80 cm átmérőjű fákat részesíti előnyben. Többnyire 5–20 cm magasan, a fák északi oldalán akár 2 méteren található meg. Kisebb fákon is megtelepedhet, de ezeken csak kis kolónia alakul ki, amely könnyen kiszárad és elpusztul. Ritkán előfordul sziklákon vagy kidőlt fákon is. Sokszor más mohafajjal együtt él, leggyakrabban a ciprusmohával (Hypnum cupressiforme)

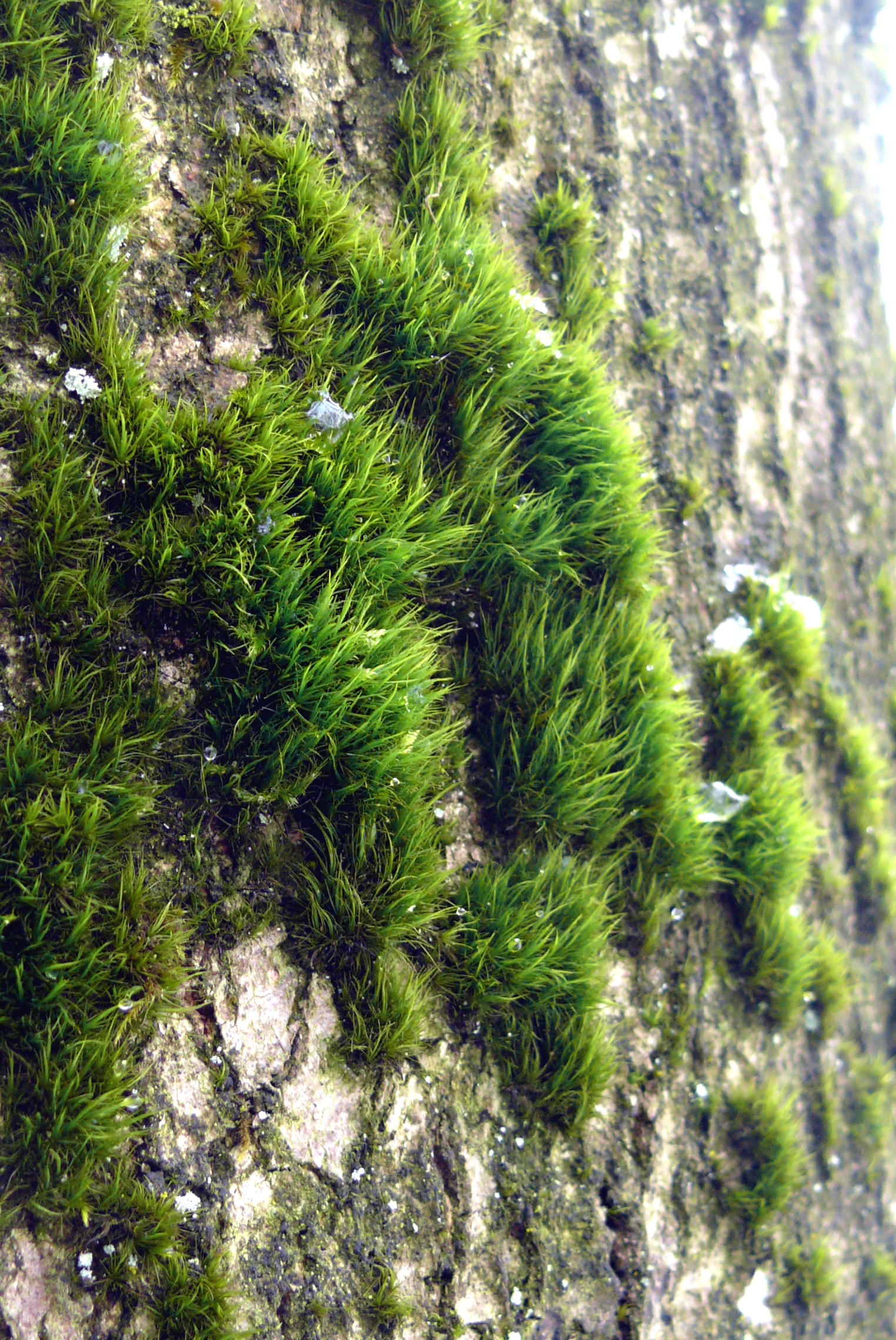
A zöld seprőmoha habitusa
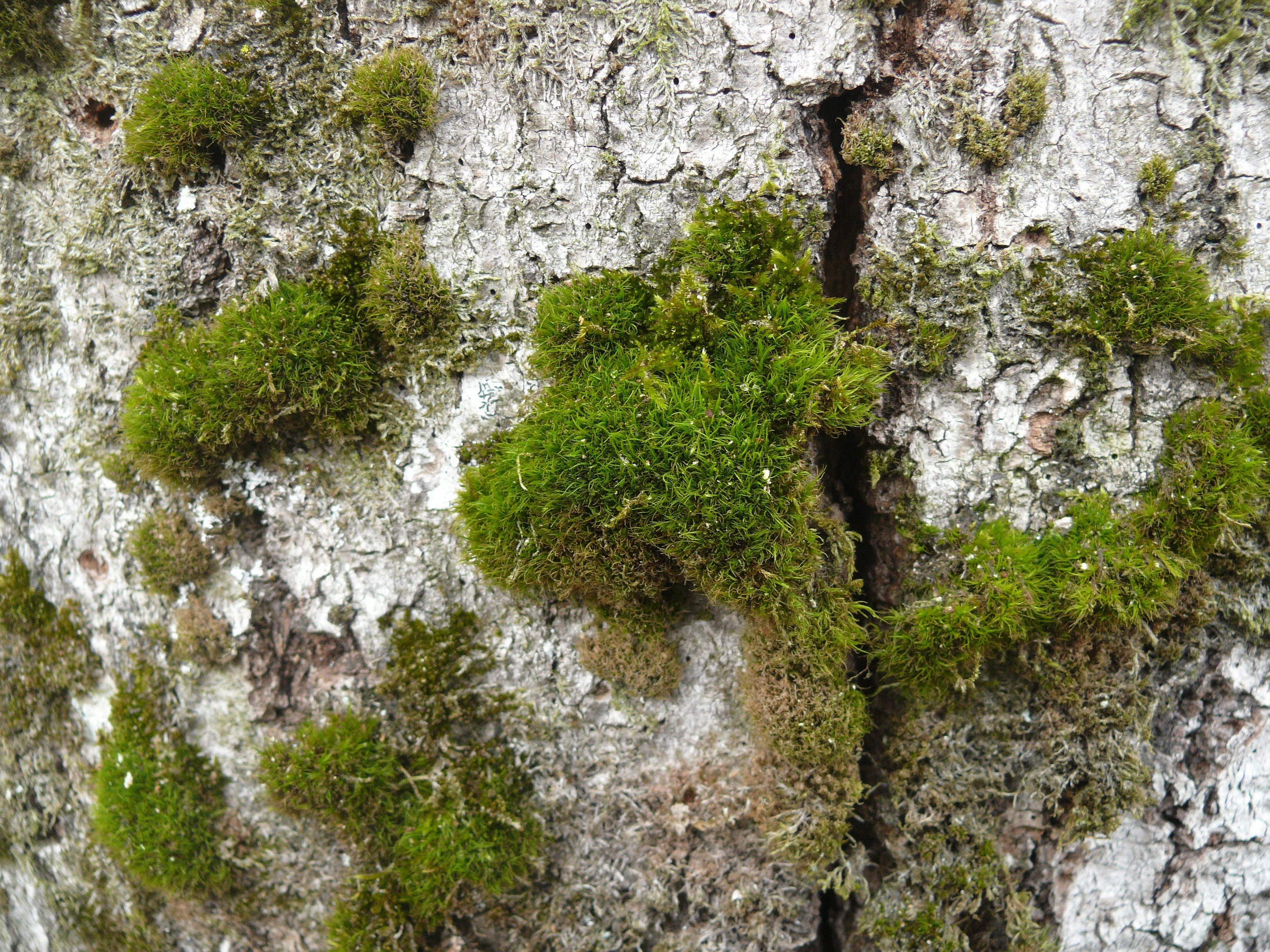
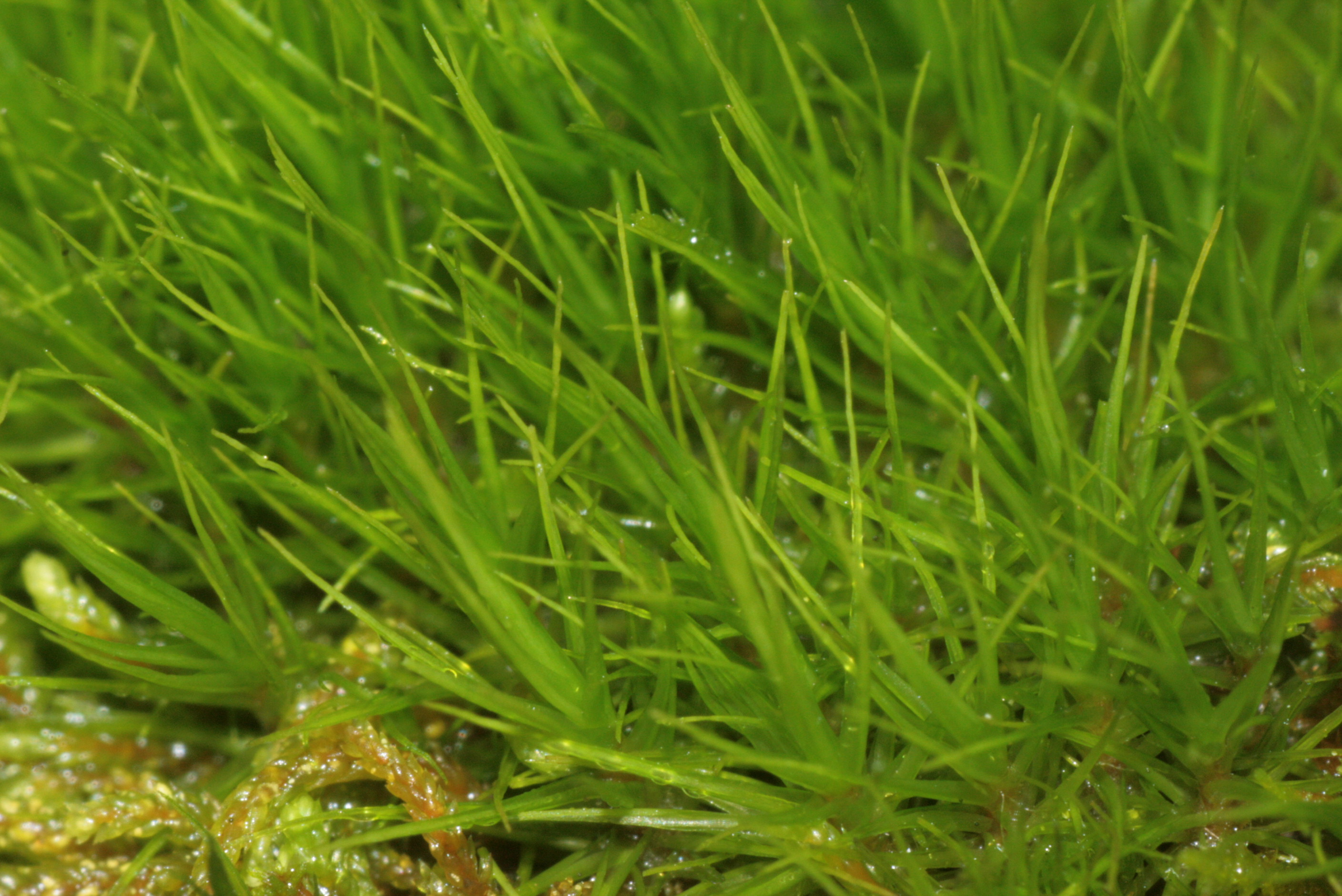
Levelei
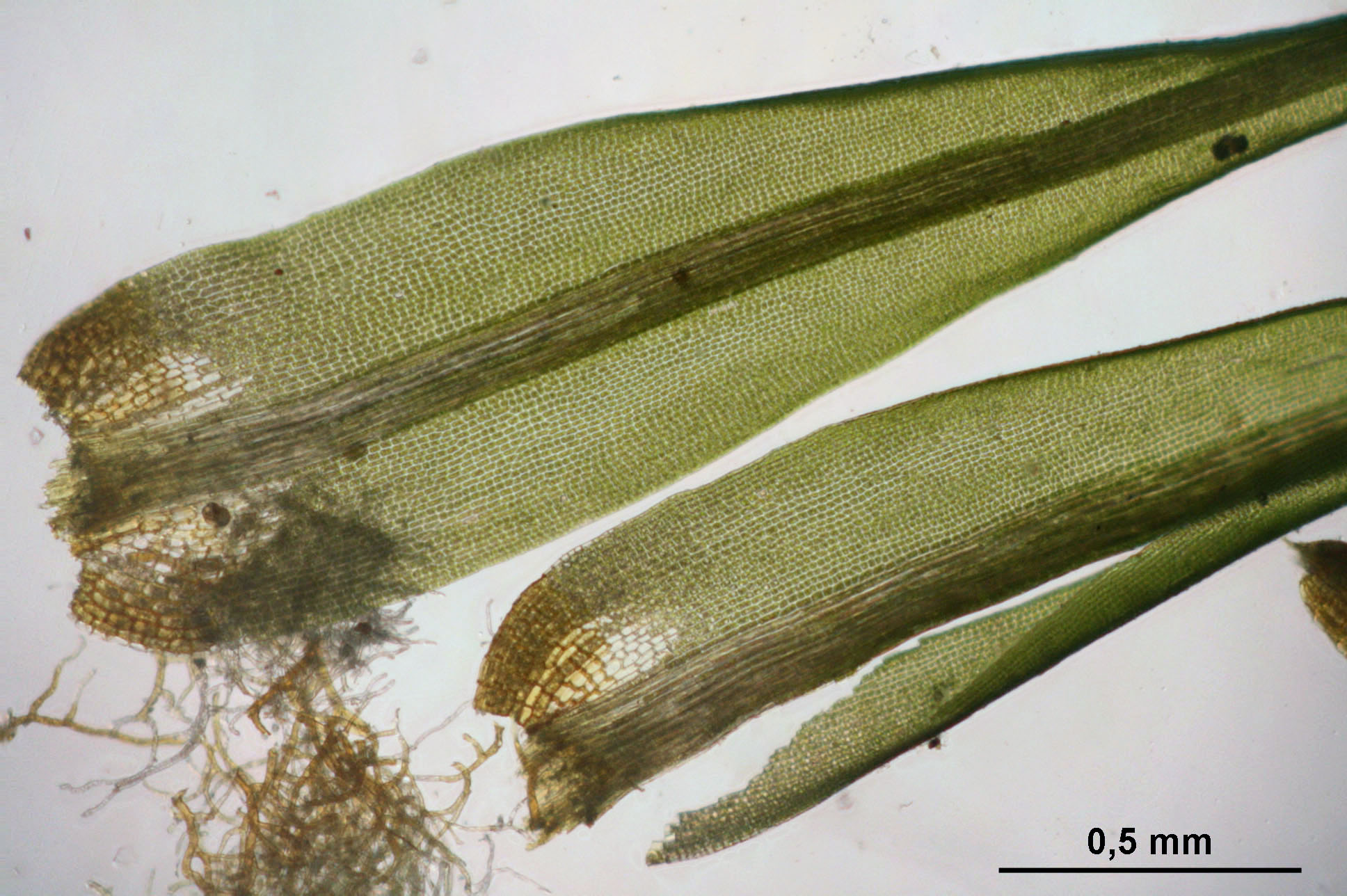
Mikroszkóp alatt